# Флэш Гордон (киносериал)
«Флэш Гордон» (англ. Flash Gordon) — киносериал 1936 года Universal по мотивам комиксов Алекса Рэймонда, рассказывающий о трёх людях с Земли, которые прилетели на планету Монго, чтобы победить злого императора Минга Беспощадного. Один из первых в истории американского и мирового кино фильмов космической фантастики, где появляются инопланетяне. В 1996 году внесён в Национальный реестр фильмов как лента имеющая культурное, историческое и эстетическое значение.

## Список серий
1. Планета в опасности. Учёные устанавливают, что планета Монго скоро столкнётся с Землёй. Доктор Алексис Зарков со своими ассистентами Флэш Гордоном и Дэйл Арден летят на космическом корабле на планету Монго. Путешественники сталкиваются с жестоким императором Мингом, который отправляет Флэша и Дэйл на арену. Принцесса Аура, дочь Минга, пытается спасти Флэша.
2. Тоннель ужаса. Аура помогает Флэшу сбежать, Зарков отправляется в лабораторию к Мингу, а Дэйл готовится к насильственной свадьбе с Мингом. Флэш встречает Принца Туна, предводителя Людей-Львов и отправляется в замок Минга спасать Дэйл.
3. Захваченные Людьми-Акулами. Флэш прерывает свадьбу Дэйл, но их обоих захватывает король Кава, предводитель Людей-Акул и последователь Минга.
4. Битва с морским чудовищем. Аура и Тун спасают Флэша от Остосака. Стараясь держать Флэша подальше от Дэйл, Аура разрушает механизмы, которые правят подводным городом.
5. Путь разрушения. Флэш, Дейл, Аура и Тул бегут из подводного города, но их захватывают король Валтан и Люди-Ястребы. Доктор Зарков и принц Барин спешат к ним на помощь.
6. Пытка Фламинг. Дейл делает вид, что влюбилась в короля Валтан для того, чтобы спасти Флэша, Барина и Туна, которых помещают на работу на завод по производству атомных печей.
7. Шатёр и смерть. Флэш, Барин, Тун и Зарков взрывают атомную печь.
8. Турнир смерти. Доктор Зарков спасает город Людей-Ястребов от уничтожения, зарабатывая благодарность короля Валтара. Минг настаивает на том, чтобы Флэш бился на Турнире Смерти против человека в маске.
9. Битва против Огненного Дракона. Флэш выживает в турнире. Влюблённая во Флэша Аура подсовывает ему наркотики, чтобы Флэш потерял память.
10. Невидимая угроза. Флэш восстанавливает свою память. Минг настаивает на казни Флэша.
11. В когтях Тигрона. Зарков изобретает устройство, которое делает Флэша невидимым. Флэш мучает Минга и его охранников. Барон прячет Дэйл в катакомбах, но Аура её находит.
12. Башенные ковры. Аура влюбляется в Барина. Она пытается вернуть Флэша и его друзей на Землю, но Минг клянётся убить их.
13. Полёт на Землю. Минг приказывает убить Флэша и его друзей, но они бегут на корабль и триумфально возвращаются на Землю.[3]

## В ролях
- Бастер Крэбб[англ.] — Флэш Гордон. Бастер перекрасил свои волосы и стал блондином, чтобы быть похожим на героя комиксов Флэша Гордона. Он стеснялся этого и на людях всегда был в шляпе, даже в присутствии женщин. Он терпеть не мог, когда ему свистели мужчины.[4]
- Джин Роджерс — Дейл Арден[англ.]. Джин также перекрасилась в блондинку, чтобы, по-видимому, «сыграть на популярности Джин Харлоу». Обе были брюнетками.[4]
- Чарльз Миддлтон — Минг Безжалостный[англ.]. Минг напоминает Фу-Манчу.[4]
- Присцилла Лоусон — принцесса Аура
- Фрэнк Шэннон[англ.] — доктор Алексис Зарков[англ.]
- Ричард Александр[англ.] — принц Барин[англ.]. Ричард помогал в разработке собственного костюма, добавив кожаную пластинку на груди с золотой россыпью.[4]
- Джек Липсон — принц Валтан
- Теодор Лорч — второй первосвященник
- Джеймс Пирс[англ.] — принц Тан. «Большой Джим» Пирс сыграл Тарзана в сериале «Тарзан и золотой лев». По словам автора произведений о Тарзане, Эдгара Райса Берроуза, Джеймс превосходно сыграл Тарзана. Джеймс женился на дочери Берроуза, Джоан 8 августа 1928 года после встречи с ней на съёмках фильма. Берроуз заключил контракт с киностудией по которому в других экранизациях его произведений Тарзана должен играть Пирс. Этот договор вскоре привёл к съёмках фильма «Тарзан Бесстрашный».[5]
- Дюк Йорк — король Кала
- Ирл Аскам — офицер Торч
- Лон Пофф — первое высокопреосвященство
- Ричард Такер — профессор Гордон
- Джордж Гливланд — профессор Гинсли
- Мэрел Гуспинд — Зона

В титрах не указаны
- Рэй Корриган — Орангопоид
- Гленн Стрейндж — робот / солдат Минга / Гокко

## Критика
- Критике подверглась пятая серия, где Дэйл предстаёт перед зрителями «очень эротичной».[6]

## Производство
Согласно Хармону и Глюту, бюджет фильма был около миллиона долларов. Стэдман, однако, пишет, что бюджет фильма составил $350,000 долларов.
Много реквизита было взято из предыдущих постановок студии Universal. Сторожевая башня из «Франкенштейна» (1931) появилась в сериале в качестве базы Заркова. Идол из «Мумии» (1932) стал идолом Великого Бога Тао. Взрыв в космосе позаимствован из фильма «Невидимый луч» (1936). Ракетные корабли ранее использовались в фильме «Только представьте» (1930). В сцене нападения Минга на Землю использовались кадры из старой кинохроники. Танцевальные сегменты из фильма «Полуночное солнце» (1927). Для лаборатории позаимствовали декорации фильма «Невеста Франкенштейна» (1935). Музыка была взята из ряда других фильмов.
Первые шаги Флэша Гордона и его друзей по планете Монго были сняты в Каньоне Бронсон.
Крэш Корриган, который впоследствии будет играть в других сериалах, носил изменённый костюм гориллы.
Сериал стал вторым по кассовым сборам проектом студии Universal в 1936 году, после музыкальной комедии «Три милые девушки» с Диной Дурбин. 
«Флэш Гордон» снимался с целью вновь привлечь внимание взрослой аудитории к сериалам. Он был показан в театрах типа «A» по всей территории Соединённых Штатов. Многие газеты стали публиковать комиксы о Флэше Гордоне с рисунками Алекса Рэймонда.
«Флэш Гордон» был первым научно-фантастическим сериалом, хотя и ранее сериалы содержали в себе некоторые фантастические элементы. Шесть из четырнадцати киносериалов выпущенных Universal в следующие пять лет были научно-фантастическими.
Сериал позже был выпущен как полуторачасовой фильм «Космический корабль». Альтернативные названия этого фильма были: «Космический корабль в неизвестное» и «Атомный космический корабль». Телевизионная версия была названа «Космические солдаты».
В некоторых моментах Эдди Паркер заменял Бастера Краба.